# 宜昌鳞毛蕨
宜昌鳞毛蕨（学名：Dryopteris enneaphylla），为鳞毛蕨科鳞毛蕨属下的一个植物变种。